# Messua dentigera
Messua dentigera là một loài nhện trong họ Salticidae.
Loài này thuộc chi Messua. Messua dentigera được Frederick Octavius Pickard-Cambridge miêu tả năm 1901.